# Каракульдук
Каракульду́к, Курукульдук, Куруккульдук, Куркульдук или Куркульда́к (узб. Qurquldak, Қурқулдак, Kurkuldak, Куркулдак) — канал (арык) в Ташкентском вилояте, правый отвод канала Салар. Питает водой одну из крупнейших оросительных систем на правобережье реки Чирчик.
Был преобразован в канал из естественного водотока.

## Географическое описание

### Общее описание
Каракульдук протекает по естественному руслу на дне плоскодонной долины, преобразованному в искусственный канал деятельностью человека. Берега Каракульдука по большей части течения крутые, обрывистые. Густота оврагов в районе побережья местами достигает 5 км/км². Древнее русло канала уходит в грунт на глубину 2—3 м, ещё в сравнительно недавнем прошлом на нём прослеживался естественный тальвег. Водоток сильно меандрирует и имеет по течению множество островов.
Расход воды в Каракульдуке составляет 12 м³/с.

### Течение канала
Согласно Узбекской советской энциклопедии, Куркульдак берёт начало от Куркульдакского гидроузла на канале Салар. Одновременно на водоотделителе образуется канал Ниязбаш (третий водоток, исходящий из этой точки, трактуется как сбросовые воды Салара). Водоотделитель располагается на границе посёлка Уртааул в Зангиатинском тумане и Янгиюльского тумана Ташкентского вилоята, на высоте около 360 м. На топографических картах Генерального штаба название Каракульдук употребляют ещё к вышележащему участку Салара, близ которого располагается бугор Кульдук.

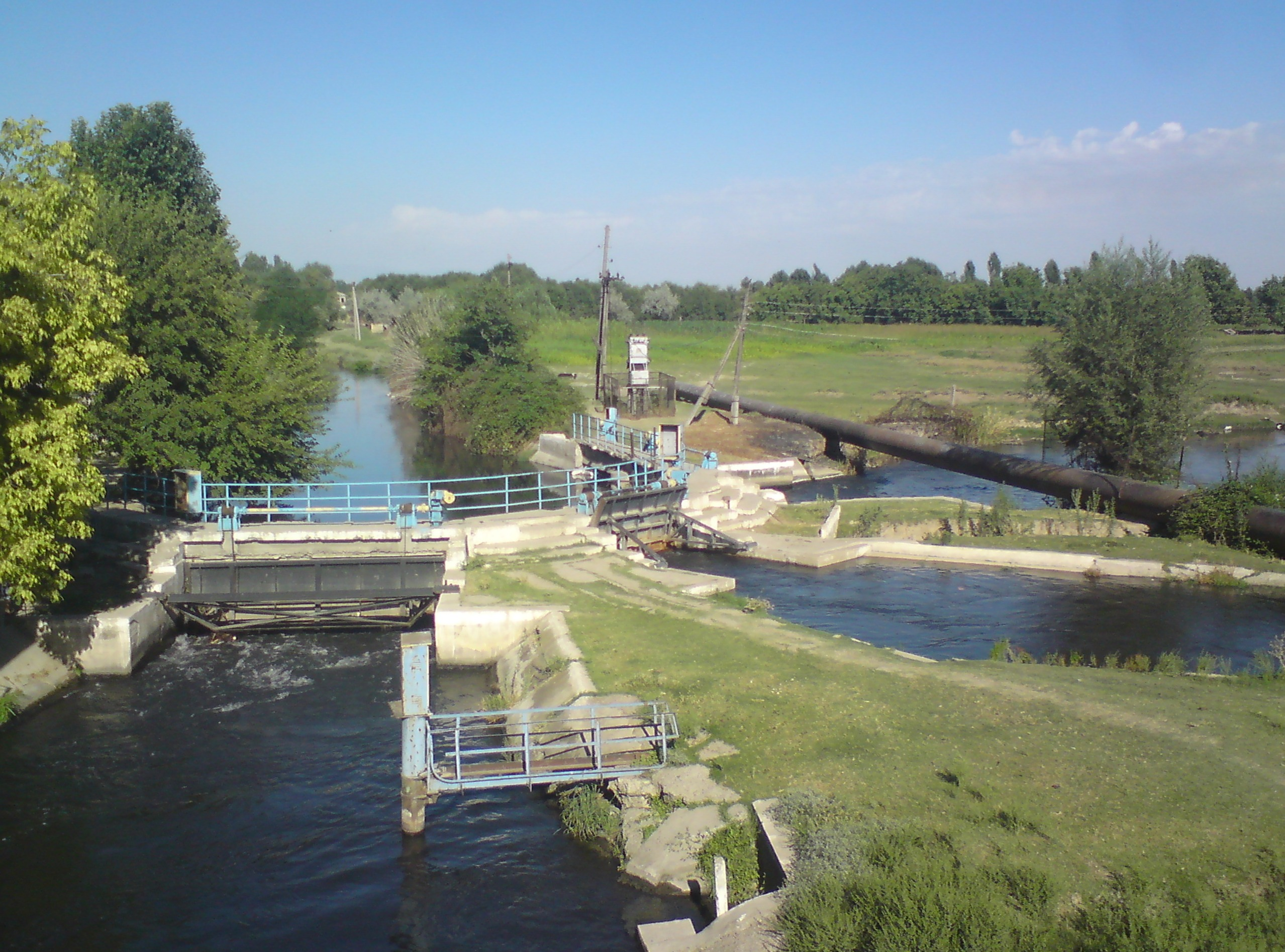
Куркульдакский гидроузел на канале Салар. Прямо после разделения — Каракульдук, далее — Ниязбаш, наиболее дальний канал — Карасу
(по другим трактовкам — продолжение Салара)

Вскоре после отведения Каракульдук пересекает автодорогу М-34 и железнодорожную линию Ташкент — Самарканд. Чуть ниже отведения русло Каракульдука ориентируется в общем направлении на юго-запад, сохраняя такое направление течения практически до устья, но имеет множество мелких изгибов. Проходит по территории городского посёлка Нов (Нау), города Янгиюль, соприкасается с территорией сельского схода Эски Каунчи. Каракульдук на северо-западе вместе с железнодорожной линией Ташкент — Самарканд на юго-востоке служил естественной границей города Янгиюля (впоследствии жилые кварталы стали появляться и за руслом арыка).
В Чиназском тумане по течению Каракульдука располагаются городской посёлок Амир Темур, населённый пункт Рамадан, городской посёлок Алмазар. Далее канал приобретает некоторый уклон к северу, но вскоре круто поворачивает на юг. Пересекает те же автомобильную и железную дорогу и, пройдя по территории населённого пункта Янгихаёт, впадает в реку Чирчик, на высоте около 260 м.
Водами Каракульдука питается канал Яллама, берущий начало несколько выше Чиназа. Яллама течёт на северо-восток, в сторону Нижнего Бозсу.

## Хозяйственное использование
Куруккульдукская оросительная система является одной из крупнейших на правобережье Чирчика. На территории Янгиюльского района Ташкентской области канал орошает 6 тыс. га земель. Однако вплоть до начала канала Яллама орошаемые земли лежат только на левобережье водотока, сначала между Каракульдуком и Саларом, затем — между Каракульдуком и протокой Калган-Чирчик, далее — между Каракульдуком и Чирчиком. После начала Ялламы орошаемые земли охватывают всю территорию между Нижним Бозсу и Чирчиком.

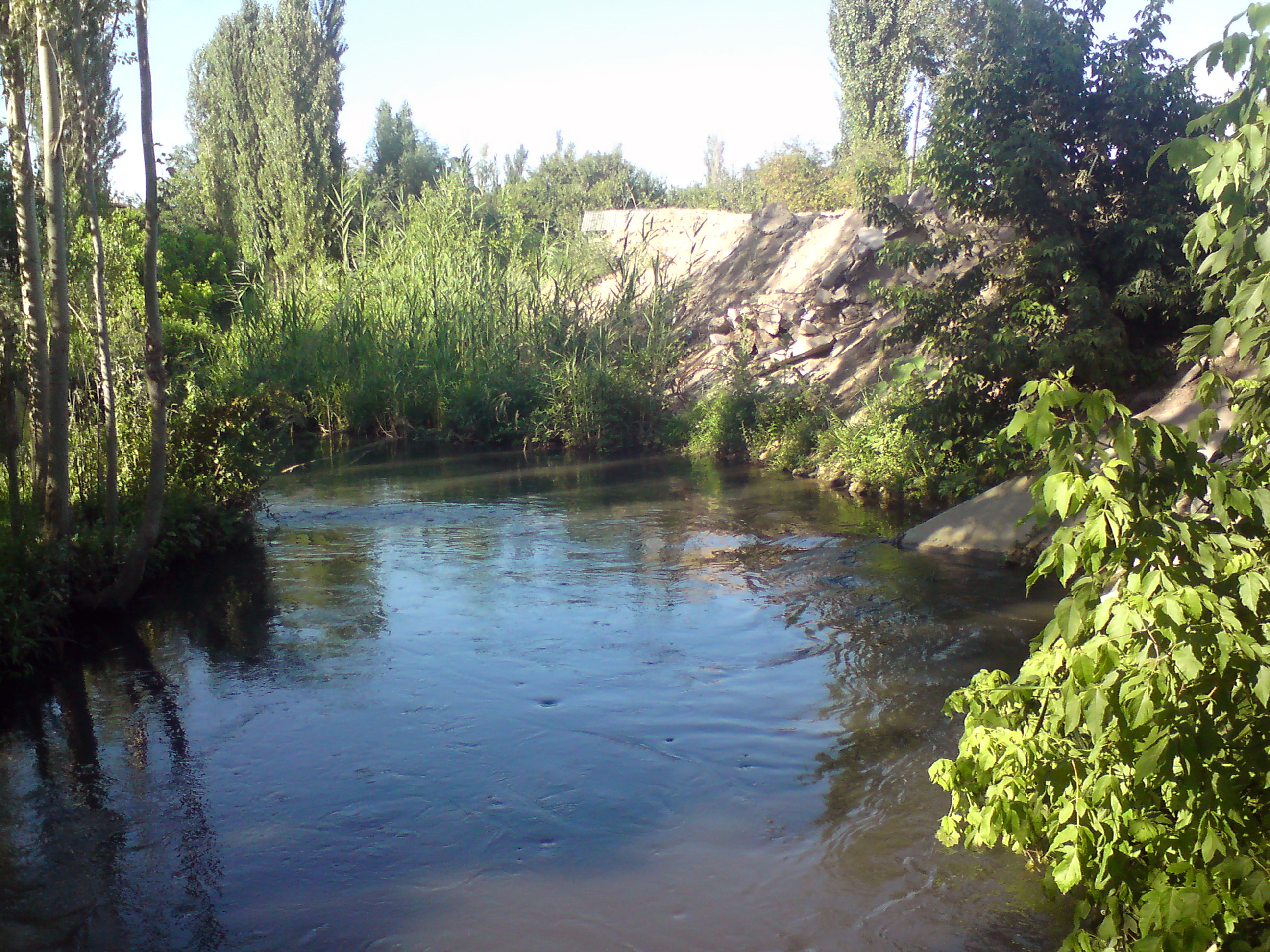
Каракульдук немного ниже головы.
Вода интенсивно загрязнена

## Экологическое состояние
Непосредственно в Каракульдук ежегодно сбрасывается 22,2 млн м³ сточных вод. Исследование 1963 года показало, что вода Каракульдука обладает повышенной минерализацией, биологическое потребление кислорода за 5 дней составляет 9,6 мг/л, содержание аммиака доходит до 2,2 мг/л.

## Исторические сведения

### Происхождение канала
Считается, что Каракульдук исходно был природным водотоком, «саем». Историк Ю. Ф. Буряков отмечает, что русло Каракульдука извилисто, в прошлом оно претерпевало изменения, что исключает искусственное происхождение. Он предполагает, что со временем количество воды в реке перестало удовлетворять нужды местного населения. В результате Каракульдук был подсоединен к реке Чирчик, став его эффективно регулируемым протоком.

### Поселения на Каракульдуке
По берегам Салара, Ниязбаша и Каракульдука располагается множество памятников древней земледельческой культуры, возникших в середине и конце I тысячелетия до нашей эры. Течение протока являлось одной из зон расселения бургулюкцев — оседлого населения Ташкентского оазиса, носителей бургулюкской культуры.
Уже в VI веке до нашей эры на левому берегу Каракульдука (территория современного города Янгиюль) основано археологическое поселение Каунчинтепа, по которому описана каунчинская культура. Оно просуществовало вплоть до арабского завоевания Чача и было повторно обжито в XV—XVI веках. Ю. Ф. Буряков напрямую связывает появление крепости Каунчинтепа с удобством использования воды Каракульдука. Начало искусственного орошения каунчинцами водами возможно датировать III—II веками до н. э.

Преобразование рельефа в долине Каракульдука в связи с эксплуатацией арыка

Далее, в первых веках нашей эры, на природном холме близ Каракульдука, обеспечивающем стратегически выгодное расположение, возникло поселение Чангтепа. Оно обживалось вплоть до вхождения земель в состав Тюркского каганата и затем, незначительно, в период правления Караханидов (XI—XII века, окончательно покинуто во второй половине XII века).
В период средневековья (приблизительно в X веке) на базе Каракульдука создаются три ирригационных канала — Иски Ташкент, Чукур и Юлтушган, обеспечивающих водой угодья на периферии Чиначкета.

### Воздействие на рельеф
Многовековая эксплуатация канала Каракульдук привела к изменениям рельефа. До его проведения уклон местности выше Янгиюля был направлен в сторону реки Чирчик, после проведения — сменился на обратный, образовав долину с искусственной террасообразной поверхностью. Существенно понизился уровень естественной голодностепской террасы (позднечетвертичные лёссовые отложения), поверхность которой полого подходила к более высокой ташкентской террасе (среднечетвертичные лёссовые отложения). На границе двух этих террас, вдоль которой протекает Каракульдук, возник крутой уступ.